# Vincze Loránt
Vincze Loránt (Marosvásárhely, 1977. november 3. –) romániai magyar politikus, volt újságíró. 2019 óta európai parlamenti képviselő a Romániai Magyar Demokrata Szövetség színeiben, 2011 óta a szervezet külügyi titkára, 2016 óta az Európai Nemzetiségek Föderatív Uniójának elnöke, 2013-2016 között alelnöke, a Minority SafePack európai polgári kezdeményezés koordinátora. A Romániai Magyar Kereszténydemokrata Mozgalom alelnöke.

## Életrajzi adatok
1996-ban érettségizett a marosvásárhelyi Bolyai Farkas Elméleti Líceum idegennyelv osztályában. 2000-ben végzett a kolozsvári Babeș–Bolyai Tudományegyetem újságírás szakán. 2006-ban a Bukaresti Egyetem elektronikus kormányzás és közigazgatás szakán szerzett mesteri oklevelet. Számos romániai és nemzetközi képzésen vett részt projektmenedzsment, kockázat- és válságmenedzsment, vállalkozásmenedzsment, közigazgatás, nemzetközi kapcsolatok, emberi és kisebbségi jogok területén.
2019 óta európai parlamenti képviselő a Romániai Magyar Demokrata Szövetség listájáról, az Európai Néppárt Képviselőcsoportjának tagja. Az Alkotmányügyi Bizottság (AFCO) alelnöke, a Petíciós Bizottságban (PETI) a Néppárt helyettes szakmai koordinátora, az Állampolgári Jogi, Bel- és Igazságügyi Bizottság (LIBE) póttagja. A Hagyományos Kisebbségek, Nemzeti Közösségek és Nyelvek frakcióközi munkacsoport társelnöke.
Az Alkotmányügyi Bizottságban (AFCO) az európai polgári kezdeményezések állandó jelentéstevője.
Nős, egy gyermek édesapja.

## Kisebbségvédelem

### FUEN és MSPI

##### FUEN
2013-ban a FUEN (Európai Nemzetiségek Föderatív Uniója) alelnökévé választották, 2016 óta az egyesület elnöke, számos konferencián ad elő a kisebbségi és őshonos kisebbségi jogok témakörben, kisebbségi jogi írások és javaslatok szerzője. A FUEN Európa legnagyobb és legbefolyásosabb kisebbségi ernyőszervezete, 36 ország 105 kisebbségi szervezete a tagja.

##### Minority SafePack Initiative
A Minority SafePack kisebbségi európai polgári kezdeményezés egyik elindítója és az európai kampány-koordinátora. A 2013-ban indított európai polgári kezdeményezés célja, hogy a nemzeti, etnikai és nyelvi kisebbségvédelem bizonyos területei az európai uniós jog részei legyenek, illetve, hogy az Európai Unió intézkedésekkel támogassa a nyelvi és kulturális identitás megőrzését. A kezdeményezés bejegyzését első körben elutasította az Európai Bizottság, a kezdeményezők pert indítottak az Európai Unió Törvényszékén, amelyet megnyertek. Az aláírásgyűjtés így 2017 áprilisában indult el, az érvényesség feltétele legalább egymillió uniós állampolgár hitelesített aláírása, és a tagállami küszöb átlépése 7 tagállamban. Az aláírásgyűjtés sikeresen zárult: 1 123 422 hitelesített aláírás gyűlt össze, és 11 tagállamban sikerült átlépni a küszöböt. Bár az aláírások hitelesítése 2018. nyarán lezárult, a kezdeményezők úgy döntöttek, a 2019 tavaszán tartott európai parlamenti választásokat követően, az új összetételű Európai Bizottságnak nyújtják be az aláírásokat. Ez végül 2020. január 10-én történt meg. Az MSPI alapján kidolgozott jogszabályi javaslatokat 2020. február 5-én mutatták be az Európai Bizottságnak. A kezdeményezés támogatásáról a Magyar Országgyűlés, a Bundestag és a holland parlament alsóháza is határozatot szavazott meg. 2020. novemberében nyilvános meghallgatás volt az Európai Parlamentben, decemberben pedig egy plenáris vitát követően az Európai Parlament is nagy többséggel fogadott el határozatot a Minority SafePack támogatásáról. 2021. január 14-én az Európai Bizottság úgy döntött, nem javasolja jogalkotás elindítását a kezdeményezés pontjai alapján. Ezt a döntést a kezdeményezők 2021 márciusában megtámadták az Európai Unió Törvényszékén indított semmisségi eljárásban.

## Közéleti tevékenység
2009 óta Romániai Magyar Demokrata Szövetség tagja, 2011 óta a szervezet külügyi titkára, a Romániai Magyar Kereszténydemokrata Mozgalom alelnöke, 2014-ben az európai parlamenti választáson jelöltje, 2019 óta a Szövetségi Képviselők Tanácsa tagja.

### Újságíró és médiamenedzser
Rádiós újságírói munkáját a középiskolában a Bolyai Farkas Elméleti Líceum diákrádiójában kezdte 1993-ban. A Marosvásárhelyi Rádió magyar nyelvű adásának volt külső munkatársa. 1997-2000 között a Kolozsvári Rádió magyar nyelvű adásában elsősorban közéleti- és hírműsorok szerkesztője. 2000 és 2009 között a Román Rádió bukaresti magyar nyelvű adásának szerkesztőségvezetője és a rádió nemzetközi projektjeinek vezetője. A Magyar Rádió külső munkatársa, a Határok nélkül c. műsor tudósítója, alkalmanként szerkesztője és műsorvezetője.
Bukarestben a Romániai Magyar Szó utódlapja, a Scripta Kiadó Rt. által kiadott Új Magyar Szó napilap, valamint az Erdélyi Riport hetilap, a maszol.ro és a manna.ro portálok marketingigazgatója, majd 2007 és 2009 között a kiadó vezérigazgatója és az Új Magyar Szó főszerkesztője.
2005 és 2009 között a Magyar Újságírók Romániai Egyesülete Becsületbíróságának elnöke, 2002 és 2005 között a szervezet audiovizuális alelnöke.
2013-ban Magyar Bukarest címmel a Pallas-Akadémia Könyvkiadó gondozásában interjúkötetet jelentetett meg.

## Kitüntetése
- A Magyar Érdemrend tisztikeresztje (2021)